# Fonderie royale de canons de Saint-Gervais
La fonderie royale de canons de Saint-Gervais est une ancienne fonderie qui a fondu ses premiers canons en 1678 pour le compte de la marine de Louis XIV et rachetée par Louis XV en 1731.
Les bâtiments, restaurés en 1843, sont situés sur le territoire de la commune de Saint-Gervais dans le département français de l'Isère.

## Histoire
La fonderie de Saint-Gervais est connue pour avoir fondu les premiers canons de fer en France dès 1678. Elle est rachetée par le roi Louis XV en 1731 et devient ainsi la troisième fonderie de canons de la marine, après Ruelle et Indret. 
Le caractère exceptionnel de cet établissement réside dans le fait qu'il est resté inchangé depuis sa restauration au milieu du XIXe siècle. La naissance du canon rayé entraîna la fermeture de l'établissement en 1873. Le site est inscrit partiellement au titre des monuments historiques le 13 novembre 1986.

### LeXVIIesiècle

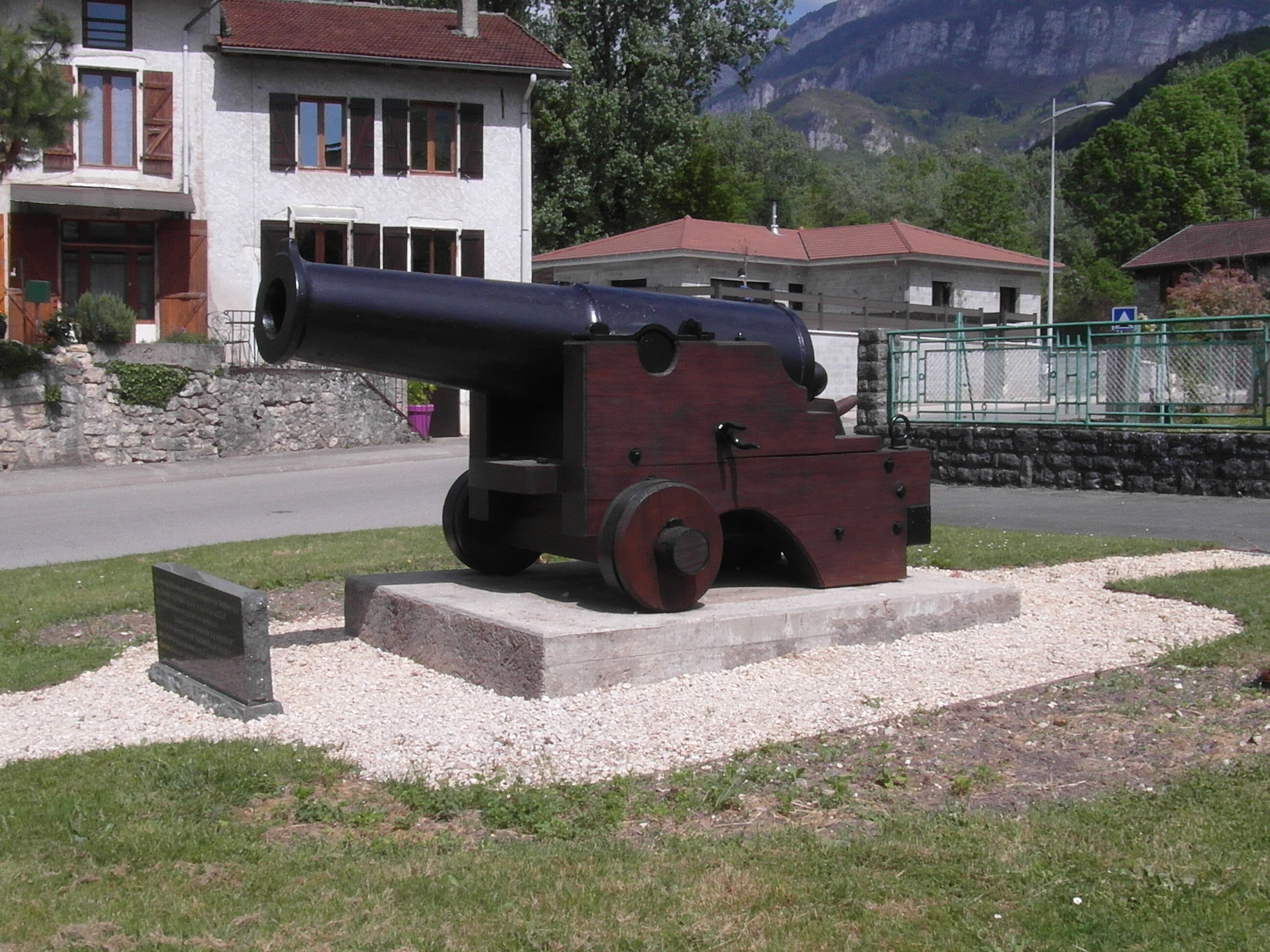
Canon issu de la fonderie royale, au bord de l'Isère, au niveau de l'ancien port de Saint-Gervais

Alimentée par les mines de fer de la région d'Allevard provenant sur le site par l'Isère depuis le port de Goncelin, la fonderie royale de canons de marine de Saint-Gervais est créée en 1679 par la présidente de Saint-André, marquise de Virieu et dame de Saint-Gervais, sur une initiative du ministre Jean-Baptiste Colbert conseillé par Samuel Dalliès de La Tour, receveur et trésorier général du Dauphiné, originaire de Montauban et animateur de la Compagnie des Indes. Ce dernier avait connu de nombreux échecs dans ses tentatives pour créer une fonderie pour les canons de la marine royale (Bourgogne - Franche-Comté - Nivernais). 
Saint-Gervais sera sa réussite : « Il poursuit sa quête du site parfait qui, par la nature du minerai de fer et la performance des infrastructures procurerait des matériaux d'irréprochable qualité. Il le trouvera enfin dans sa province d'élection : la bourgade de Saint-Gervais à quatre lieues de Grenoble. Là, son entêtement paie enfin. Saint-Gervais qu'il met en œuvre sera un des fleurons de la métallurgie française. »
L'intérêt pour la marine de Louis XIV était de pouvoir bénéficier d'un armement moins cher que les canons traditionnels de marine en bronze et plus fiable.
Très rapidement un véritable consortium se met en place regroupant quelques familles dauphinoises "éclairées", souvent alliées : les Virieu, Prunier, Sautereau, Barral, Tencin et d'Herculais. Le bois nécessaire au charbon sera fourni par les forêts proches, dont la forêt des Ecouges, domaines appartenant au chapitre de Grenoble - protecteur de Daliès l'évêque de Grenoble, le futur cardinal Etienne Le Camus était un cousin de Colbert - et à la famille de Sassenage. 
La première pierre de la fonderie est posée le 14 janvier 1679.

### LeXVIIIesiècle
Le site de la fonderie emploie plus d'un centaine d'ouvriers et employés. La production numérique annuelle des canons de fer est toujours très élevée étant donné que chaque vaisseau porte beaucoup de canons et que ceux-ci ont une durée de vie assez courte. Voici la liste et le nombre des ouvriers telles qu'elle fut déclarée en 1706:
- dix ouvriers des fourneaux
- sept ouvriers de la moulerie
- trois ouvriers de la forerie
- sept ouvriers serruriers et mareschaux
- six ouvriers menuisiers et charpentiers
- six ouvriers de la Cuve
- trois ouvriers du broucard
- trois ouvriers à couper les fausses têtes des canons
- un cordonnier
- sept voituriers par terre
- quatorze voituriers par eau
- deux charroieurs de bois pour recuire les moules..
- six charroieurs de terre pour les moules et les fourneaux
- vingt-cinq mulletiers pour le charbon
- douze maitres charbonniers
- neuf valets charbonniers

En 1731, la fonderie de canons devient la propriété du roi de France, et ce jusqu'en 1783. Le 15 février 1748, le sieur Joseph Devoise , bourgeois de Grenoble, passe un marché d'une durée de douze ans, pour la fourniture de canons et de fers divers à Toulon. Liée aux commandes de l'État, soumise à de très nombreux changements d'entrepreneurs, la production est très irrégulière car souvent freinée par les pénuries de charbon de bois, issu du secteur forestier des Écouges.

### LeXIXesiècle

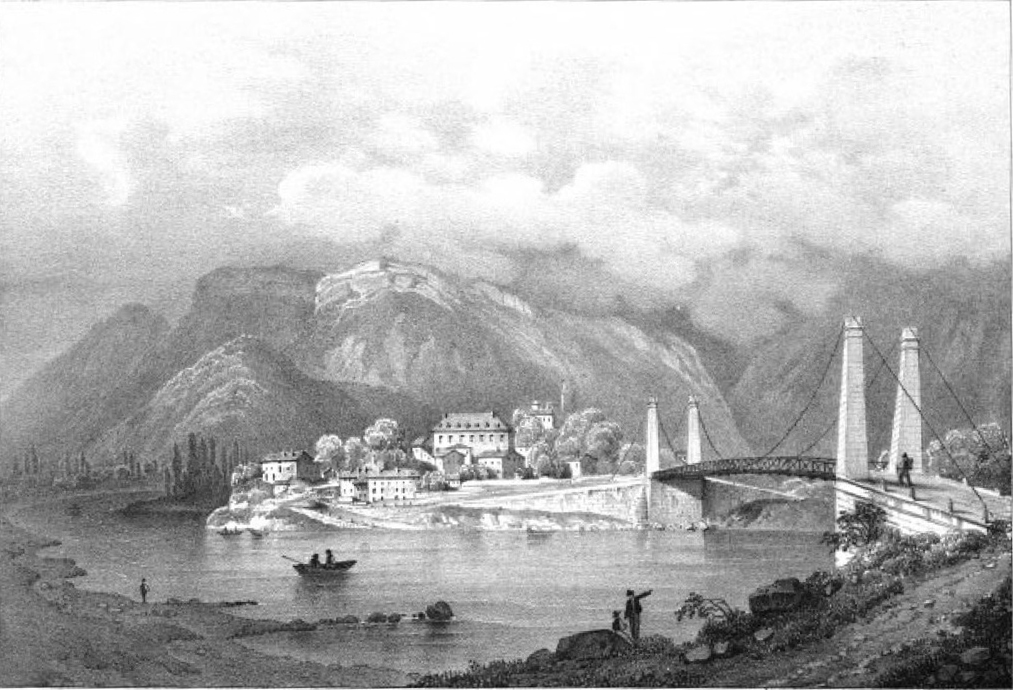
Le port de Saint-Gervais, les bâtiments de la fonderie, l'Isère et le pont suspendus, autour de 1830

Le redémarrage de la fonderie de Saint-Gervais se fera au début du Premier Empire avec la remise à feu progressive des fourneaux. Repris directement par l'administration royale en 1731 et mis en sommeil à partir des années 1750, les hauts-fourneaux sont restaurés et reconstruits en 1805. Grâce au charbon de bois de la forêt des Ecouges, l’usine, qui emploie 200 ouvriers, produit alors 30 canons et 1 500 quintaux d’acier par mois, acheminés via l’Isère et le Rhône vers le port de Toulon.

En 1847, selon les informations fournies par l'administration du roi Louis-Philippe: 
« La fonderie de Saint-Gervais, placée dans une position favorable pour alimenter l'arsenal de Toulon et dont la fabrication a été reconnue, depuis longtemps, d'une qualité supérieure à celle de l'artillerie, sortie des autres fonderies, a deux hauts fourneaux, deux fours à réverbères alimentés par les fontes d'Allevard et huit bancs à forer mis en mouvement par les eaux du ruisseau de la Drevenne. »
En 1862, l'établissement recevra une commande de 250 canons de 36 livres se chargeant par la culasse, puis, deux ans plus tard, d'une dernière commande de 200 canons.

### LeXXesiècle
À sa fermeture en 1865, l’ancienne fonderie appartenait à plusieurs propriétaires dont certains étaient ruinés. À la suite de plusieurs adjudication qui se succédèrent, les bâtiments devinrent la propriété de Jacques André Nicolet en 1912 qui fonde en juin 1919, la cartonnerie industrielle Nicolet. En 1985, c'est l'entreprise Depagne qui acquiert l'ancienne fonderie,, et occupe toujours les locaux aujourd'hui.

## Description
Inscrite dans un rectangle et située au bord de l'Isère, les bâtiments de la fonderie sont en pierre de taille de Rovon commune limitrophe et ornée de deux avant-corps et ont conservé quatre fours visibles. 
Un étang artificiel rempli par un long canal d'amenée permettait d'alimenter quatre roues hydrauliques disparues. Il ne reste sur le site que la roue à aubes, les bâtiments de service et la conciergerie qui ont conservé les symétries de l'ordonnancement général ainsi que le bâtiment principal et sa charpente en bois.

## Situation et accès
Le site de l'ancienne fonderie est positionné à proximité de l'Isère, impasse de la fonderie, au cœur du Port de Saint-Gervais, quartier détaché du reste de la commune de Saint-Gervais, laquelle est située (par la route), à 37 km au sud-ouest de Grenoble et 110 km au sud de Lyon.
L'ancienne route nationale 532 devenue la route départementale RD 1532 qui relie Saint-Péray (Ardèche) à Grenoble et l'A 49 qui relie Grenoble à Valence passent à proximité du site.
 10 Vinay de l'autoroute A49.